# Spartaco Marziani
Spartaco Marziani (Crema, 25 ottobre 1924 – Trento, 8 febbraio 2007) è stato un politico italiano, presidente della giunta regionale del Trentino-Alto Adige dal 1977 al 1979.

## Biografia
Nato a Crema in provincia di Cremona, Spartaco Marziani è stato consigliere provinciale a Trento dal 1960 al 1983 (IV, V, VI, VII e VIII legislatura). Durante la VII legislatura è anche stato presidente del Trentino-Alto Adige. È morto a Trento l'8 febbraio 2007.
Si è sposato e ha avuto sei figli : Elena, Chiara, Anna, Eugenio, Paolo e Luca. 